# Tomanowa Siklawa
Tomanowa Siklawa (słow. Tomanov vodopád, Tomanovský vodopád) – niewielki wodospad na Tomanowym Potoku Liptowskim w słowackich Tatrach Zachodnich. Wodospad ma wysokość ok. 6 m. Znajduje się na południowym skraju Polany pod Jaworem. Jest to też blisko ujścia Tomanowego Potoku do Cichej Wody Liptowskiej. W pobliżu wodospadu prowadził dawniej szlak turystyczny na Tomanową Przełęcz, został zamknięty w 2008 roku.